# Alessandro Pastacci
Alessandro Pastacci (Quistello, 21 gennaio 1974) è un politico italiano, indipendente, presidente della provincia di Mantova dal 2011 al 2016.

## Biografia
Conseguita la maturità scientifica, prosegue con studi universitari in economia e finanza, intraprendendo successivamente la professione di consulente finanziario.

### Attività politica
Inizia la sua attività politico-istituzionale nel 1997 con l'elezione a consigliere comunale di Quistello, il comune dell'Oltrepò mantovano in cui è nato e risiede, in una lista indipendente, e dallo stesso anno fino al 2001 è assessore alle politiche giovanili dello stesso comune. Nel 2001 si candida con la lista civica "Insieme per Quistello" e viene eletto sindaco, raggiungendo un risultato superiore sia alla lista di centrosinistra sia a quella di centrodestra. Ricopre tale carica fino al 2006, anno in cui, con la medesima formazione, viene riconfermato alla carica di sindaco proseguendo fino al 2011.
Nel 2003 fonda, insieme ad altri 21 comuni mantovani, il comitato denominato "Sistema Po Matilde", permettendo lo sviluppo di molteplici progetti europei, che presiede fino al 2008. Nel 2007 entra a far parte del consiglio d'amministrazione del consorzio di bonifica Terre dei Gonzaga in destra Po, e dallo stesso anno al 2009 è presidente del consorzio di Sviluppo Area Ostigliese Destra Secchia, attraverso il quale nel 2007 promuove l'avvio di un gruppo di azione locale (GAL) per l'utilizzo di fondi europei a valere sul PSR (piano di sviluppo rurale) 2007-2013, presso la Regione Lombardia, che riconosce ufficialmente quale progetto meritevole di finanziamento tra i 16 lombardi, permettendo nel 2008 di rendere operativo il GAL Oltrepò Mantovano.
Nel 2009 fonda il consorzio "Oltrepò mantovano", con 23 comuni dell'area meridionale della provincia di Mantova, e lo presiede fino al 2011, sviluppando sul territorio molteplici progetti d'area finanziati da più programmi europei a favore dei comuni e arrivando ad avere il riconoscimento ufficiale nel 2010 del Distretto Culturale Dominus, uno dei sei distretti culturali lombardi, finanziati da Fondazione Cariplo.

#### Presidente della provincia di Mantova
Nel maggio 2011 si candida e viene eletto, a capo di una proposta civica sostenuta da una coalizione di movimenti indipendenti e partiti di centrosinistra, presidente della provincia di Mantova, vincendo al ballottaggio il 29 e 30 maggio 2011 con il 57,27% dei voti contro il 42,7% ottenuto dallo sfidante di centrodestra Gianni Fava.
A giugno 2014 è stato eletto Presidente dell'Unione Province Italiane (UPI). Da febbraio 2015 è presidente dell’associazione europea Arco Latino che raggruppa enti pubblici di Italia Francia e Spagna per lo sviluppo di progetti europei. Nel gennaio 2015 a seguito dell’elezione del nuovo parlamento europeo è entrato a far parte dei 24 membri della delegazione italiana presso il Comitato delle Regioni a Bruxelles, organismo di rappresentanza di Comuni Province e Regioni all’interno dell’Unione Europea.
Dal 2016 ricopre il ruolo di Consigliere Comunale presso il Comune San Benedetto Po per la lista "ConSenso Civico".
Nel 2016 diventa Presidente dell'Agenzia per il Trasporto Pubblico Locale del Bacino di Cremona e Mantova con sede a Cremona.